# Def Will
Def Will（デフ・ウィル）は、2015年に結成した日本の5人組ガールズグループである。2018年に解散。エイベックス・マネジメント所属。
最後の小室哲哉プロデュースグループであり、オリジナル曲の作詞・作曲は小室哲哉、ラップ詞・ラップ監修をZeebraが担当している。
グループ名は、「Definitely, we will」を短縮したスラングに由来しており、『必ず成し遂げる』や『約束を果たす』という意味が込められている。

## 略歴
- 2015年11月15日 - 結成[4]
- 2017年2月8日 - メジャーデビュー[4]
- 2018年7月21日 - 解散[5]

## メンバー
| 名前         | 誕生日  | 出身地   | 血液型 | 備考 |
| ------------ | ------- | -------- | ------ | --- |
| HINA ヒナ    | 2月19日 | 京都府   | A型    | - センター - ピアノ - 女優志向 - 『avex GIRL’S VOCAL AUDITION』ファイナリスト - 『TOKYO GIRLS AUDITION』セミファイナリスト - 2018年12月に「FAKY」加入                                                                     |
| LETY レティ  | 4月15日 | ブラジル | O型    | - ブラジルとのハーフで、日本語、ポルトガル語、韓国語が堪能 - 幼少期をブラジルで過ごし、6歳より日本で育つ - ラップを担当し、作詞も手掛ける - 『avex GIRL’S VOCAL AUDITION』ファイナリスト - 2019年4月に「BananaLemon」加入 |
| MONNA モンナ | 5月25日 | 上海     | O型    | - 日中ハーフで、日本語、中国語、英語が堪能 - 曲作りからレコーディング・映像制作までこなす - ギター、ピアノ - 国際派クリエイター志向                                                                                       |
| REI レイ     | 9月11日 | 埼玉県   | A型    | - リーダー - バレエ - ファッショニスタ - モデル志向 |
| AYANO アヤノ | 2月14日 | 東京都   | O型    | - 3度の飯よりポテチが好き - ドライブ、水泳 - 女優・タレントとして活動経験あり - 女優志向 |

## 作品
「順位」は全てオリコン週間ランキング最高位

### シングル
インディーズ
1. Lovely Day（2016年7月2日）
  - 第23回 東京ガールズコレクション2016 AUTUMN/WINTER テーマソング
  - トゥクトゥクレンタカー沖縄 CMソング

メジャー
1. Winding Road（2017年2月8日）
  - フジテレビドラマ『きみはペット』挿入歌
  - フジテレビ『魁!ミュージック』2月エンディングテーマ
2. あなたという明日（2017年3月14日）
  - 日本テレビ「バズリズム」3月エンディングテーマ
3. 寒い夜だから…（2018年2月14日）
  - trf（1994年)のカバー
4. Baby baby baby（2018年2月14日）
  - dos（1996年）のカバー
5. Lady Generation（2018年4月18日）
  - 篠原涼子（1995年）のカバー
6. Overnight Sensation～時代はあなたに委ねてる～（2018年4月18日）
  - trf（1995年）のカバー

### アルバム
1. Def Will（2018年6月27日、AVCD-93905、80位）[7]

## 出演

### ウェブ番組
- Invisible TOKYO Episode6「越境」（Amazon Prime Video、2017年1月31日） - HINA、LETY、MONNA、REI

### ラジオ番組
- 渋谷WREP学園（WREP、2017年4月 - 2018年1月）- LETY
- ゴジレプ（WREP、2018年2月 - 、解散後も継続）- LETY

### 雑誌
- JELLY 専属モデル - REI
- NYLON JAPAN「TOKYO IT GIRL BEAUTY #24 - 28」 - HINA、LETY、MONNA、REI、AYANO[8]
- NYLON BLOG - HINA

### イベント
- 関西コレクション2017 A/W - HINA、REI